# Informacja poufna
Ten artykuł należy dopracować:

przedstawiono sytuację tylko z współczesnej polskiej perspektywy – artykuł powinien być przekrojowy.
Pomóż go poprawić. Na stronie dyskusji mogą znajdywać się pomocne komentarze.

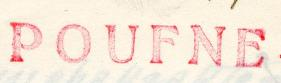
Stempel "Poufne" na przedwojennych dokumentach wojskowych

Informacja poufna – informacja zdefiniowana w art. 154 ustawy z dnia 29 lipca 2005 r. o obrocie instrumentami finansowymi, czyli informacja określona w sposób precyzyjny informacja dotycząca, bezpośrednio lub pośrednio, jednego lub kilku emitentów instrumentów finansowych, jednego lub kilku instrumentów finansowych albo nabywania lub zbywania takich instrumentów, która nie została przekazana do publicznej wiadomości, a która po takim przekazaniu mogłaby w istotny sposób wpłynąć na cenę tych instrumentów finansowych lub na cenę powiązanych z nimi pochodnych instrumentów finansowych, przy czym dana informacja:
- jest określona w sposób precyzyjny wtedy, gdy wskazuje na okoliczności lub zdarzenia, które wystąpiły lub których wystąpienia można zasadnie oczekiwać, a jej charakter w wystarczającym stopniu umożliwia dokonanie oceny potencjalnego wpływu tych okoliczności lub zdarzeń na cenę lub wartość instrumentów finansowych lub na cenę powiązanych z nimi pochodnych instrumentów finansowych;
- mogłaby po przekazaniu do publicznej wiadomości w istotny sposób wpłynąć na cenę lub wartość instrumentów finansowych lub na cenę powiązanych z nimi pochodnych instrumentów finansowych, wtedy, gdy mogłaby ona zostać wykorzystana przy podejmowaniu decyzji inwestycyjnych przez racjonalnie działającego inwestora. Spółka giełdowa ma bezwzględny obowiązek przekazania informacji poufnej raportem bieżącym do publicznej wiadomości (art. 56 ustawy o ofercie publicznej)[2].

Złożenie zlecenia kupna lub sprzedaży papieru wartościowego przez osobę, która dysponuje informacjami poufnymi na temat spółki czy danego papieru wartościowego i z tego powodu stawia ją w uprzywilejowanej pozycji w stosunku do innych uczestników rynku jest nazywane insider trading. Najbardziej spektakularne przykłady wykorzystywania informacji poufnych w grze na giełdzie to przypadki przejęć przedsiębiorstw lub wykupu akcji. Ogłasza się wówczas wezwanie do składania zapisów na sprzedaż akcji, podając w nim oferowaną cenę. Ktoś, kto w jakikolwiek sposób wszedł wcześniej w posiadanie takiej informacji, może zarobić, składając odpowiednio wcześniej zlecenie kupna (wzywający określa zazwyczaj cenę na poziomie wyższym od kursu na giełdzie, by zachęcić w ten sposób inwestorów do sprzedaży akcji). W chwili, gdy rynek reaguje na informację wzrostem ceny wykorzystujący insider trading może zrealizować zysk. Wykorzystywanie informacji poufnych w obrocie jest zabronione prawem, bowiem kto w obrocie papierami wartościowymi wykorzystuje informację poufną, podlega karze pozbawienia wolności od 3 miesięcy do 5 lat lub grzywny do 5 000 000 zł lub obu karom naraz (art. 181. 1. ustawy o obrocie instrumentami finansowymi). Jeżeli sprawcą jest członek zarządu, rady nadzorczej, prokurent lub pełnomocnik emitenta lub wystawcy, jego pracownik, biegli rewidenci albo inna osoba pozostająca z emitentem lub wystawcą w stosunku zlecenia lub innym stosunku prawnym o podobnym charakterze - grozi kara pozbawienia wolności od 6 miesięcy do lat 8 lub grzywny w poprzednio podanej wysokości lub obu kar naraz (art. 181. 2).